# 东明慧日
东明慧日（1272年—1340年10月25日），俗姓沈，浙江省舟山市定海区人，南宋末期元朝时期曹洞宗僧人，镰仓幕府时期赴日。法名慧日，号东明。其流派是东明派，日本禅宗二十四流之一。

## 生平
1272年，东明慧日出生在明州定海县。9岁时，他在大同寺出家。17岁时受具足戒，师从直翁德举。游学之后，东明慧日居住在白云寺。1309年，镰仓幕府北条贞时邀请他赴日，1310年移居禅兴寺。1311年，东明慧日搬到圆觉寺，建立白云庵隐居。